# رینگوس
رینگوس (به انگلیسی: Reengus) یک منطقهٔ مسکونی در هند است که در بخش سیکار واقع شده‌است. رینگوس ۲۶٬۱۳۹ نفر جمعیت دارد و ۴۸۰ متر بالاتر از سطح دریا واقع شده‌است.